# هاري هايمان
هاري هايمان (بالإنجليزية: Harry Hyman)‏ هو شخصية أعمال بريطاني، ولد في 1956 في هارو ‏ في المملكة المتحدة.